# Batuputih Daya
Batuputih Daya is een bestuurslaag in het regentschap Sumenep van de provincie Oost-Java, Indonesië. Batuputih Daya telt 4166 inwoners (volkstelling 2010).